# Trzecia mowa przeciw Filipowi
Trzecia mowa przeciw Filipowi stgr. κατὰ Φιλίππου Γ – mowa polityczna napisana i wygłoszona przez Demostenesa w 341 roku p.n.e. Mówca przekonywał Ateńczyków do wsparcia Diopeitesa oraz o  podjęcie nieustannej walki o wolność wszystkich Hellenów przeciw Filipowi II.

## Tło
Wiosną 341 roku p.n.e. Filip II Macedoński wystosował do Ateńczyków skargę na Diopeitesa – ateńskiego stratega działającego na Chersonezie Trackim. W ramach akcji odwetowej złupił on kilka mniejszych miast podległych Filipowi i sprzedał ich mieszkańców w niewolę. Demostenes wygłosił w obronie dowódcy mowę W sprawie Chersonezu.
Ateńczycy przystali na wniosek Demostenesa. Niedługo później Diopeites przekazał prośbę o wysłanie posiłków, na korzyść której Demostenes wygłosił Trzecią mowę przeciw Filipowi. Oprócz pochwał pod adresem stratega, Demostenes zawarł w mowie apel do rodaków o powrót do tradycji wojen perskich i nieustanną walkę o wolność całej Grecji w obliczu macedońskiego zagrożenia.
Mówca zdołał przekonać obywateli, którzy wysłali Diopeitesowi posiłki i rozpoczęli przygotowania do wojny z królem Macedonii.

## Treść
Demostenes na początku mowy straszy słuchaczy twierdzeniem, że obecny stan polis jest jak najgorszy, winą zaś za to obarcza mówców i słuchaczy, z których pierwsi kierują się widokami osobistymi, posługując się kłamstwem i obłudą, drudzy zaś w zgromadzeniach szukają tylko przyjemności z zupełnym zaniedbaniem spraw państwa (rozdziały 1—4). Żąda zupełnej swobody mówienia, a wlawszy nieco otuchy (jednak tylko warunkowo) w serca słuchaczy (5—7), przechodzi do założenia składającego się z trzech części:
I. Filip jest nieprzyjacielem Ateńczyków, dlatego też należy postąpić z nim jak z nieprzyjacielem.
Rozpoczyna od twierdzenia tych mówców, którzy każdy ostrzegający przed niebezpieczeństwem głos nazywają wzniecaniem wojny, powiada bez ogródki, że takie mowy są bezczelnym szalbierstwem (8). Wyjaśnia, że Filip już dawno naruszył pokój, chociaż ciągle go ma na ustach (9). Pokazuje na przykładach, że jak w podobny sposób oszukał inne państwa (10—12), tak teraz z Ateńczykami postępuje, i wskazuje nad to, że konsekwentnie dla celów swoich musi tak postępować (13—14). Wykazuje szczegółowo, w jaki sposób dotychczas Filip naruszył pokój (15—18). Przestrzega przed niebezpieczeństwem, jakie grozi stąd Helladzie (19—21). Chociaż jako barbarzyńca nie ma prawa mieszania się w sprawy Hellenów, jednak dopuścił się już niezmiernych nadużyć, a państwa greckie, które dawniej zrywały się do wojny przeciw Atenom i Sparcie za drobne przekroczenie granic równowagi, dziś puszczają bezkarnie oczywiste gwałty Filipa (22—31). Mówca wylicza najnowsze zdobycze Filipa (32—35).
II. Przyczyną dotychczasowej przewagi Filipa i poniżenia Greków są przekupni zdrajcy, którym nie należy dawać wiary ani posłuchu.
Demostenes pyta się najpierw o przyczynę obecnego poniżenia Hellady, i odnajduje ją w tym, że siła moralna narodu podupadła, weszło w zwyczaj przekupstwo i pobłażanie zdrajcom (36—40). Przedstawia ten upadek, porównując dawne usposobienie ludu z aktualnym (40—46). Poddaje krytyce uspokajające mowy tych, którzy niebezpieczeństwa nie widzą lub widzieć nie chcą; objaśnia postęp sztuki wojennej i źródła przewagi Filipa (47–52). Ostrzega, by nie wierzono zdrajcom i mówcom przez Filipa przekupionym, oburzając się na obecne postępowanie Ateńczyków w tym względzie (52—56). Przytacza wypadki z ostatnich lat, w których przekupieni stronnicy Filipa przyprawili kilka państw o zgubę (56—62). Przytacza przyczynę, dlaczego lud chętniej daje posłuch zdrajcom karmiącym go pochlebstwami, niż mężom zdrowej rady. Ostrzega Ateńczyków, że gdy już będzie za późno, będą żałować swojego postępowania (63–69).
III. Przedstawia w szczegółach, co należy czynić w celu ocalenia Grecji i ateńskiej polis
Według Demostenesa należy przygotować wojsko i flotę do wojny (70). Po zakończeniu przygotowań, ale nie wcześniej, należy wezwać inne polis greckie do udziału w wojnie (71–73) Armię Diopeitesa w Chersonezie trzeba wesprzeć posiłkami i zaopatrzeniem (78). 
Ateńczycy powinni dać przykład gotowości wojennej, bo to oni, nie zaś małe państewka greckie, czuwać mają nad całą Helladą. Ateńczycy, pomni na przekazaną im przez przodków pozycję, mają dać hasło do wspólnej wojny obronnej, a nie jak dotąd siedzieć bezczynnie i czekać, czy by ich nie wyręczy ktoś inny. Poleca przyjęcie swojego wniosku i kończy mowę życzeniem pomyślności (74–76).